# 마키촌 (기후현 안파치군)
마키촌(일본어: 牧村)은 일본 기후현 안파치군에 설치되었던 촌이다. 현재의 안파치정·오가키시에 해당한다.

## 참고 문헌
- 角川日本地名大辞典編纂委員会,『角川日本地名大辞典 21 岐阜県』1980, 角川書店